# Mönckebergstraße
Mönckebergstraße – stacja metra hamburskiego na linii U3. Stacja została otwarta 1 marca 1912. Znajduje się w samym centrum Hamburga.

## Położenie
Stacja Mönckebergstraße jest stacją podziemną. Znajduje się pod Mönckebergstraße, na przecięciu z Barkhof, w pobliżu Kościoła św. Jakuba.